# Erhard von Queis
Erhard von Queis (* um 1490 in Storkow (Niederlausitz); † 10. September 1529 in Preußisch Holland) war Bischof von Pomesanien. Er gilt als einer der Wegbereiter der Reformation in Preußen.

## Leben
Nachrichten über die Jugend des ersten evangelischen Bischofs von Pomesanien liegen nicht vor. Wie es in der Universitätsmatrikel von Frankfurt (Oder) heißt, wo er 1506 immatrikuliert wurde, stammte er aus Storkow. 1515 zog er zum Rechtsstudium nach Bologna. Es steht aber nicht fest, wo und wann er die Würde des Doktors beider Rechte erwarb. Bereits 1523 begegnet er uns als Kanzler des Liegnitzer Herzogs Friedrich II. Am Liegnitzer Hof hat ihn Hochmeister Albrecht I. von Brandenburg-Ansbach kennengelernt und ihn zum Eintritt in den Deutschen Orden und zur Übernahme des freigewordenen zweiten preußischen Bistums bewogen. Am 10. September 1523 wurde Erhard von Queis vom Domkapitel von Marienwerder zum Bischof gewählt. Von päpstlicher Seite ist er nie bestätigt worden, da er sich ja als evangelischer Bischof bekannte. Seine Residenz nahm er in Riesenburg.
Der Hochmeister Albrecht hatte zu dem im Rechts- und Verwaltungswesen erfahrenen Bischof großes Vertrauen. Er entsandte ihn als Vertreter des Ordens zu Verhandlungen nach Pressburg und Krakau, wo über die Säkularisation des Ordenslandes beraten wurde und er für Albrecht die Huldigung dem Könige von Polen als Schutzherr anstatt dem Deutschen Orden leistete. Auch später hat er solche Aufträge zu erfüllen gehabt. Als er den Herzog 1526 nach Danzig begleitete, trug er schon weltliche Tracht. 
Queis hat auch in Kiel den Ehevertrag abgeschlossen, als Herzog Albrecht um die Hand der dänischen Königstochter Dorothea warb. Politische Dienste für das junge Herzogtum hielten ihn lange von der Erfüllung seiner kirchlichen Pflichten ab. Queis stand ebenso wie der Bischof Georg von Polentz ganz auf der Seite der Reformation. Ende 1524 veröffentlichte Queis sein Reformationsprogramm „Themata episcopi Riesenburgensis“. Hier stellt er fest, dass es nur zwei von Christus eingesetzte Sakramente gäbe und dass Menschensatzungen in der Kirche abgeschafft werden müsse. 
Für den Gottesdienst forderte der Bischof die deutsche Sprache und verbot die Verehrung der Hostie sowie die Fronleichnamsprozession. Seine 19. These lautet: „Die tägliche Messe ist ein Greuel Gottes; darum soll sie forthin in keiner Kirche und nirgends gehalten werden.“ Priestern und Ordensleuten stellte der Bischof die Eheschließung frei. Die 1525 für das Herzogtum Preußen erlassene Kirchenordnung trägt an ihrer Spitze den Namen ihrer beiden evangelisch gewordenen Bischöfe Polentz und Queis. 
Queis hatte ebenso wie Polentz seine weltliche Herrschaft an den Herzog abgetreten und nur die Ämter Marienwerder und Schönberg behalten. Auch er selbst ging eine Ehe ein, und zwar mit der Herzogin Apolonia, einer Tochter des Münsterberger Herzogs Viktorin. Apolonia war vor der Ehe Nonne im Klarissenkloster Strehlen gewesen, sie starb im März 1529 im Kindbett. Erhard von Queis starb 1529 auf der Rückreise vom Landtag in Königsberg am „Englischen Schweiß“.